# Ectropis terrestris
Ectropis terrestris là một loài bướm đêm trong họ Geometridae.